# Маниаче
Маниа̀че (на италиански: Maniace, на сицилиански Maniaci, Маниачи) е малко градче и община в Южна Италия, провинция Катания, автономен регион и остров Сицилия. Разположено е на 844 m надморска височина. Населението на общината е 3682 души (към 2010 г.).